# Spår- och järnvägar med 457 mm spårvidd
Spår- och järnvägar med 457 mm spårvidd i världen (18 tum).

## Spår och spårvidd

### Spår- och järnvägar med 457 mm spårvidd iStorbritannien
| Region                   | Grevskap                    | Kommun                 | Bansträckning | Spår- vidd | S p å r | Längd km | körs med         | från år-m-d | till år-m-d | revs | Sällskap                          | Anmärkning / Källa                     |
| Sydvästra England        | Devon                       | Budleigh Salterton     | Bicton House  | 457        | 1       | 1,2      | diesel           | 1963        |             |      | Bicton Woodland Railway           |                                        |
| Storlondon               | London Borough of Greenwich | Woolwich               | Royal Arsenal | 457        | 1       | ~85      | ånga             | 1873-01-10  | 1966        |      | Royal Arsenal Railway             |                                        |
| Östra Midlands           | Nottinghamshire             | Retford                |               | 457        | 1       |          |                  | 19          |             |      | Sundown Adventure Land            |                                        |
| Wales                    | Cardiff                     | Cardiff                | Heath Park    | 457        | 1       |          | ånga, diesel, el | (1971)      |             |      | Cardiff Model Engineering Society |                                        |
| Nordöstra England        | Tyne and Wear               | Gateshead              | New Metroland | 457        | 1       |          |                  | 19          |             |      | Terrific Train                    |                                        |
| Yorkshire and the Humber | North Yorkshire             | Stockton-on-the-Forest | Warthill      | 457        | 1       | 8,4      |                  | 1922        | 1932        |      | Sand Hutton Light Railway         | tidigare Sand Hutton Miniature Railway |
| Östra Midlands           | Derbyshire                  | Wirksworth             | Wirksworth    | 457        | 1       | 0,8      |                  | 1985        |             |      | Steeple Grange Light Railway      |                                        |
| Nordvästra England       | Cheshire                    | Crewe                  | Crewe         | 457        | 1       | 0,8      |                  | 1862        | 1932        |      | Crewe Works Railway               |                                        |

### Spår- och järnvägar med 457 mm spårvidd iUSA
| Delstat       | Kommun       | Bansträckning                   | Spår- vidd | S p å r | Längd km | körs med     | från år-m-d | till år-m-d | revs | Sällskap                           | Anmärkning / Källa |
| Kalifornien   | Venice       | Venice Beach                    | 457        | 1       |          | ånga         | 1943        | 1968        |      | Venice Miniature Railway           |                    |
| Kalifornien   | Los Gatos    | Oak Meadow Park och Vasona Park | 457        | 1       |          | ånga, diesel | 1970-07-26  |             |      | Billy Jones Wildcat Railroad       |                    |
| Pennsylvanien | Collegeville |                                 | 457        | 1       |          | ånga, diesel | 2004        |             |      | Collegeville and Southern Railway  |                    |
| Oregon        | Deadwood     |                                 | 457        | 1       | 1,9      | ånga         | 1996        |             |      | Meadows and Lake Kathleen Railroad |                    |

### Spår- och järnvägar med 457 mm spårvidd iAustralien
| Delstat       | kommun                 | Bansträckning           | Spår- vidd | S p å r | Längd km | körs med     | från år-m-d | till år-m-d | revs | Sällskap                | Anmärkning / Källa |
| Sydaustralien | Adelaide-Port Adelaide | National Railway Museum | 457        | 1       |          | ånga, diesel |             |             |      | National Railway Museum |                    |

### Spår- och järnvägar med 457 mm spårvidd iNya Zeeland
| Landsdel | Kommun             | Bansträckning | Spår- vidd | S p å r | Längd km | körs med | från år-m-d | till år-m-d | revs | Sällskap      | Anmärkning / Källa |
| Nordön   | Porirua-Papakowhai | Aotea Lagoon  | 457        | 1       | 0,833    |          |             |             |      | Aotea Railway |                    |